# Mary Kenner
Mary Beatrice Davidson Kenner (Monroe, 17 mei 1912 – Washington D.C., 13 januari 2006) was een Amerikaanse uitvinder, die vooral bekend staat als de bedenker van de voorloper van het moderne maandverband. Ze is de eerste én enige zwarte Amerikaanse vrouw met vijf patenten op haar naam. Naast het maandverband deed ze nog verschillende andere praktische uitvindingen op het gebied van persoonlijke hygiëne en huishoudelijke hulpmiddelen.

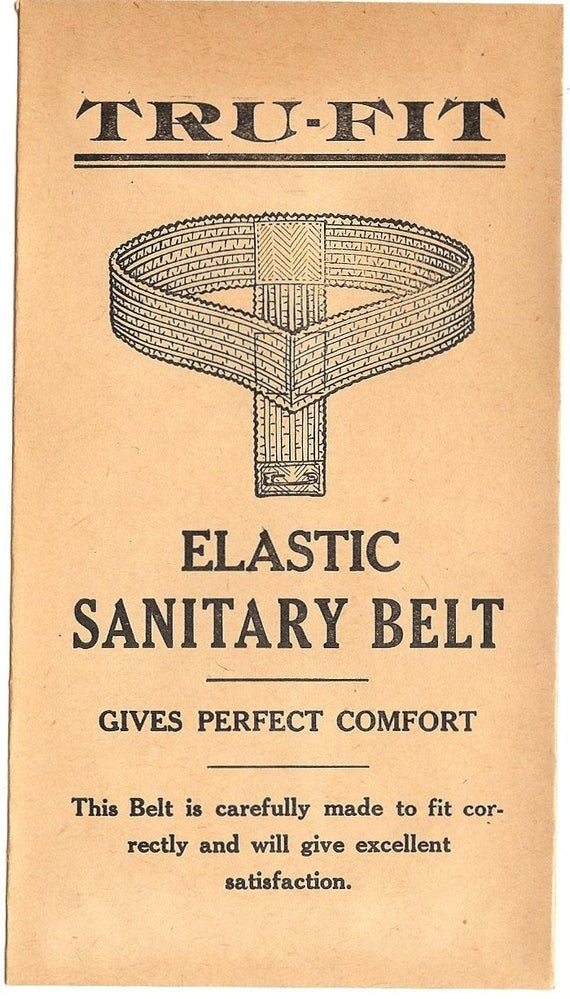
Maandverbandriem

## Levensloop
Kenner werd geboren in Monroe, North Carolina. Haar moeder had Indiase, Ierse en Duitse voorouders en haar vader werd beschouwd als mulat: een kind van een witte moeder en een slaafgemaakte vader. Kenner, haar oudere broer en haar zussen gingen naar een privéschool, omdat ze vanwege hun huidskleur niet werden toegelaten tot een lokale school. Vader Sidney had een uitvaartcentrum en was pastoor in Gastonia.
Kenner kwam uit een familie van uitvinders. Haar grootvader Robert Phroneberger ontwierp een lichtsein voor treinen, maar het idee werd volgens Kenner gestolen door een witte man. Haar vader Sidney Davidson heeft verschillende uitvindingen gepatenteerd, waaronder een broekpers die in een koffer paste en een raamreiniger voor treinen. Ook ontwierp hij een brancard met wielen voor ambulances. Kenners zus Mildred werd tevens uitvinder: zij ontwierp, patenteerde en verkocht bordspellen. 
Kenner toonde op jonge leeftijd interesse in techniek en probeerde op zesjarige leeftijd een zelf-oliënd scharnier te ontwerpen. In 1924 verhuisde het gezin naar Washington D.C. Kenner liep daar als kind vaak door de gangen van het United States Patent and Trademark Office om te leren hoe het patentproces werkte.
Samen met haar broer en zus zong ze in een jazzband. Ze studeerde af aan Dunbar High School in 1931 en begon daarna aan Howard University, maar moest haar studie na anderhalf jaar beëindigen vanwege financiële omstandigheden.
Kenner begon op veertienjarige leeftijd met werken, in een vrouwenziekenhuis. Ze moest haar wens om verpleegster te worden echter opgeven omdat ze ruim één centimeter te kort was. Ze werkte 18 jaar lang voor de federale overheid, maar stopte toen ze merkte dat witte collega's met minder ervaring wel promotie kregen. Ze was een jaar huisvrouw, maar besloot een opleiding tot bloemschikker te volgen. Ze opende een bloemenzaak en daarna nog drie andere in Washington D.C., die ze 23 jaar lang runde.

### Uitvindingen en patenten
In de jaren 1950 vroeg Kenner haar eerste patent aan voor een verstelbare riem met een vochtbestendige binnenlaag, bedoeld om maandverband op zijn plaats te houden en irritatie te voorkomen. De uitvinding bood een alternatief voor de toen gebruikelijke geïmproviseerde materialen zoals doeken of papierstroken.
Hoewel een bedrijf aanvankelijk interesse toonde in de productie van de riem, trok het zich terug na een persoonlijke ontmoeting met Kenner, naar eigen zeggen omdat zij zwart was. Andere bedrijven weigerden eveneens met haar samen te werken, waardoor haar patent uiteindelijk verliep en het product zonder haar toestemming geproduceerd kon worden.
Kenner bleef desondanks actief als uitvinder. In totaal vroeg zij vijf patenten aan, waaronder voor de bovengenoemde maandverbandriem (1952 en met verbetering in 1956), een toiletpapierhouder (1982), een rugwasser voor in bad of douche (1987), en een tas en dienblad voor aan een looprek (1976), bedoeld voor haar zus Mildred die leed aan multiple sclerose.

### Persoonlijk leven
Kenner trouwde twee keer. In 1951 trouwde ze met bokser James “Jabbo” Kenner (1915-1983). Samen waren zij pleegouders van vijf jongens en woonden zij in McLean, Virginia. Het huis was gebouwd door Jabbo en keek uit op een woning van de familie Kennedy. Later woonde het gezin in Williamsburg.

## Erkenning
Mary Kenner behaalde nooit een diploma aan een universiteit en werd niet financieel gecompenseerd voor haar uitvindingen. Haar werk werd lange tijd niet erkend. Desondanks wordt zij achteraf beschouwd als een van de meest productieve Afro-Amerikaanse vrouwelijke uitvinders in de Amerikaanse geschiedenis.